# 5897 Novotná
5897 Novotná è un asteroide della fascia principale. Scoperto nel 1984, presenta un'orbita caratterizzata da un semiasse maggiore pari a 2,5767602 UA e da un'eccentricità di 0,1814571, inclinata di 3,17871° rispetto all'eclittica.